# S/2016 J 4
S/2016 J 4是史考特·雪柏於2016年3月9日在智利的拉斯坎帕納斯天文台使用6.5米麥哲倫望遠鏡發現的一顆木星的小型外層天然衛星。 小行星中心於2023年1月24日宣佈此一發現，而在此之已經有足够長的時間收集觀測數據，以確認衛星的軌道。
S/2016 J 4是帕西法厄群的成員，一個由遙遠的木星逆行不規則衛星組成的鬆散衛星集團，有著與帕西法厄相似的軌道：半長軸介於22—25 × 106 km（14—16 × 106 mi）之間，離心率在0.2-0.6之間，傾角在140-160°之間。它的直徑大約是1 km（0.62 mi），絕對星等H17.3，使其成為木星已知最小的衛星之一。